# Шосе Мак-Мердо — Південний полюс

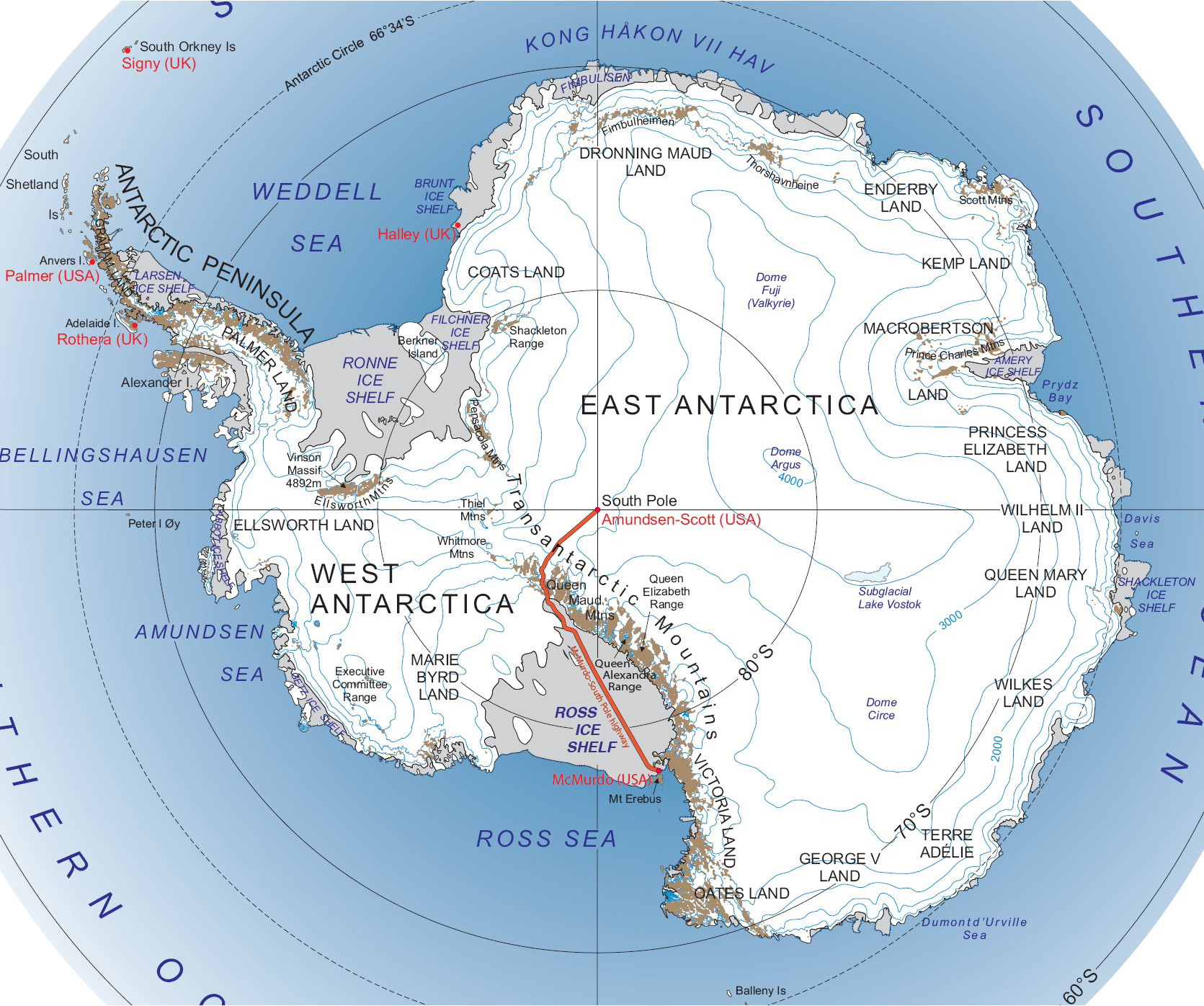
Червона лінія на мапі позначає дорогу

Шосе Мак-Мердо — Південний полюс (англ. McMurdo–South Pole Highway, інша англійська назва The South Pole Traverse) — 1600-кілометрова снігова дорога в Антарктиді, що сполучає американські полярні станції Мак-Мердо на узбережжі та Амундсен-Скотт на Південному полюсі. Дорогу було побудовано шляхом вирівнювання снігу та заповнення ущелин у льодовику. Також її позначено прапорцями. В наш час гусеничний транспорт може дістатися дорогою до Південного полюсу за 10 днів. Типовий склад для перевезення персоналу складається з тягача та житлових вагончиків на лижах.

## Історія
Будівельні роботи почалися наприкінці 2002 року, а завершилися взимку 2006-07 років (під час південного літа). Першу ділянку довжиною 48 км було пройдено доволі швидко, оскільки шельфовий льодовик Мак-Мердо і Полярне плато відносно стабільні. Більша частина ущелин містяться у вузькій зоні, де дорога піднімається до 2000 м над рівнем моря — ця частина дороги потребує підтримки кожного сезону. Цей відрізок вимагав більше часу, ніж було прогнозовано, оскільки шельфовий льодовик Росса рухається швидше за льодовик Мак-Мердо. Далі дорога йде по льодовику Росса і через Трансантарктичні гори. 
Проєкт вартістю $12 млн фінансує Національний науковий фонд з метою створення способу дешевшого транспортування вантажів на Південний полюс. Погана погода влітку в Мак-Мердо іноді обмежує кількість можливих польотів для постачання наукового обладнання. 
Цією дорогою можлива доставка важкого обладнання, необхідного для створення каналу зв'язку з допомогою оптичного кабелю між Південним полюсом і франко-італійською станцією Конкордія, що розташована на краю Антарктичного плато. Конкордія має постійний зв'язок з геостаціонарними супутниками, які неможливо використовувати з полюса. Станція Амундсен-Скотт кілька годин на день може використовувати старі вузькоканальні супутники, термін експлуатації яких добігає кінця. Дорога є альтернативним шляхом для прокладання кабелю, втім, поки що неясно, як вплине на роботу кабелю зона розломів.